# Domènec Pinyana i Homedes
Domènec Pinyana i Homedes (Tortosa, 1877 - Barcelona, 1972) va ser un comercial i polític català. Va guanyar l'acta de regidor per la candidatura republicanosocialista a l'Ajuntament de Tortosa a les eleccions municipals de 1913. Va reeditar-la a les del 1915, fet que li permetre ser escollit alcalde. Malgrat que va ser reescollit el 1920 va dimitir poc després per discrepàncies amb el seu equip de govern. El 1931 va ser elegit diputat al Parlament de Catalunya provisional així com a membre de la Diputació de Tarragona, de la qual va ser president. El 1938 va ser detingut i condemnat a 15 anys de presó que va complir a Saragossa, Vinaròs i Tarragona.